# ノイエ・ドイチェ・ヘァテ
ノイエ・ドイチェ・ヘァテ (ドイツ語: Neue Deutsche Härte、ドイツ語発音: [nɔʏ.ə dɔʏtʃə hɛɐtə])、略して NDH は、ロック音楽の一種。歌詞はほとんどドイツ語によっており、音楽的な背景は様々なものがある。標準的な編成では、ボーカル、エレクトリック・ギター、エレクトリックベース、ドラムス、キーボードからバンドが構成される。この概念は、1995年にラムシュタインのアルバム『ヘルツェライト』が登場した際に、それまでノイエ・ドイチェ・ヴェレ (NDW) を支持していた音楽ジャーナリズムが生み出したものである。

## 歴史

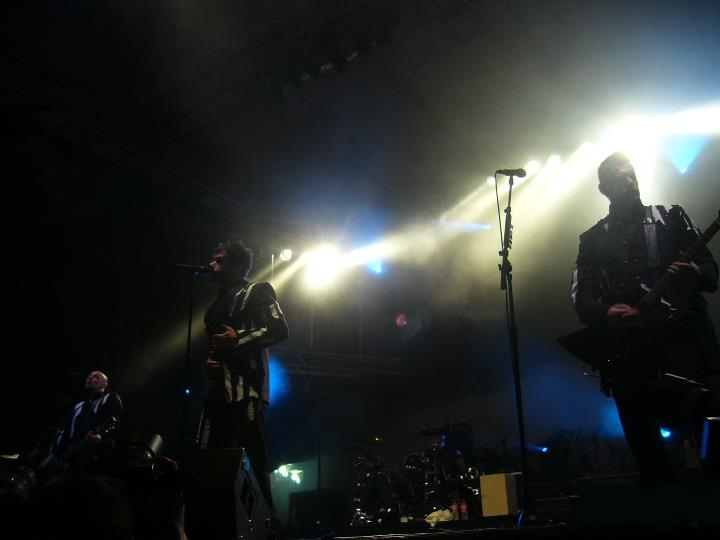
パワーメタル/クロスオーバーとして売れているウームフ!は、ノイエ・ドイチェ・ヘァテを代表する最も初期のバンドのひとつである。

NDHは、1990年代半ばに発展した。NDHの形成過程や音楽的表現は、グルーヴ・メタルや、ライバッハ、ディ・クルップス、ミニストリーといったバンドの音楽と、並行して展開した。

### 前史
中でもウームフ!は、NDHの先駆者と考えられている。彼らは1994年のアルバム『Sperm』で、当時のセパルトゥラ、プロング、パンテラといったグループの影響を受け、また、ラムシュタインなどからインスピレーションを得て、リズムを強調した、エレクトロニックとハードロックのミクスチャーを生み出した。1994年には、ウームフ!のほかにも、NDHの源となったアルバムが音楽市場に送り出された。グラガー・ハントグリフのアルバム『Täterschaft & Teilnahme』は、ギターを用いない編成ながら、その後のNDHに通じる、ドイツ語で歌う低い声のボーカルが用いられた。シュヴァイサーは、ドイツ語によるメタル・アルバム『Eisenkopf』を出し、巻き舌の r（歯茎ふるえ音）の発音を強調するなど、その後ラムシュタインにも影響を与えた。ウームフ!やシュヴァイサーより1年前に、フライシュマンがアルバム『Fleischwolf』でドゥームメタルとハードコア・パンクを混ぜ合わせたものにドイツ語の歌詞を載せ、DAFのアルバム『Alles Ist Gut』からのカバーも取り上げた。その後、同様の音楽的指向をもった、シュタールハマー (バンド)、ラムシュタイン、フォン・デン・ケッテンをはじめ、より多くのアーティストたちが続々と登場するようになった。さらに、もともとデスメタルのバンドだったアトロシティが、1995年に、ノイエ・ドイチェ・トーデスクンスト (NDT)/ダーク・ウェイヴ系のダス・イッヒと協力して、マッシュアップのアルバム『Die Liebe』を制作した際、ライバッハの曲「Die Liebe」など、NDH関係の曲がいろいろ取り上げられた。1997年までには、幅広いNDHのバンドやプロジェクトが音楽市場に登場しており、地歩を固めていた。